# Go Round/Yeah-Oh!
Go Round/YEAH-OH – trzydziesty siódmy singel Namie Amuro. Został wydany 21 marca 2012 roku, w wersji CD i CD+DVD.

## Lista utworów
CD
| 1. | Go Round                | 3:31  |
|    |                         |       |
| 2. | YEAH-OH                 | 3:25  |
|    |                         |       |
| 3. | Go Round (lnstrumental) | 3:31  |
|    |                         |       |
| 4. | YEAH-OH (lnstrumental)  | 3:25  |
|    |                         |       |
|    |                         | 13:52 |
|    |                         |       |
DVD
| 1. | Go Round (Teledysk) |  |
|    |                     |  |
| 2. | YEAH-OH (Teledysk)  |  |
|    |                     |  |

## Oricon
| Diagram                                                    | Pozycja |
| ---------------------------------------------------------- | ------- |
| Dzienny diagram Oricon (w pierwszym dniu sprzedaży)        | #3      |
| Tygodniowy diagram Oricon (w pierwszym tygodniu sprzedaży) | #4      |
| Miesięczny diagram Oricon (w pierwszym miesiącu sprzedaży) | #12     |
| Roczny diagram Oricon                                      | #-      |

### Pozycje wykresu Oricon
Singiel "Go Round／YEAH-OH" zajął 4. miejsce w cotygodniowym wykresie Oriconu, i utrzymywał rangę w sumie przez dziewięć tygodni. Ogólnie sprzedając się w nakładzie 64 691 egzemplarzy.

## Pozostałe informacje
Piosenka "Go Round" znalazł się w reklamie ESPRIQUE Kose. Utwory "GO ROUND (" N ROUND "N ROUND)" i "SINGING" YEAH - OH", znajdujące się na albumie Uncontrolled są śpiewane w całości po angielsku.